# قبرص الشمالية والاتحاد الأوروبي
 العلاقات بين القبارصة الأتراك والاتحاد الأوروبي متوترة إلى حد ما لأن الاتحاد الأوروبي لا يعترف بجمهورية شمال قبرص التركية التي أعلنت نفسها بنفسها.

## الوضع القانوني
بسبب النزاع القبرصي، يتم الاعتراف بجمهورية شمال قبرص التركية فقط من قبل تركيا الدولة المرشحة للاتحاد الأوروبي. تعترف جميع الدول الأخرى بجمهورية قبرص، وهي دولة عضو في الاتحاد الأوروبي، باعتبارها الحكومة الشرعية الوحيدة للجزيرة بأكملها. بيد أن جمهورية قبرص بحكم الواقع تسيطر فقط على جنوب الجزيرة بينما تسيطر حكومة جمهورية قبرص الشمالية التركية على الشمال. 
ونتيجة لهذا النزاع، شمال قبرص هي بحكم القانون جزء من الاتحاد الأوروبي بحكم كونها بقوة القانون جزء من جمهورية قبرص. وكان من المأمول أن يوفر انضمام جنوب قبرص عام 2004 حافزًا على التوحيد حتى تتمكن دولة موحدة من القبارصة اليونانيين والقبارصة الأتراك من الانضمام إلى الاتحاد الأوروبي في 1 مايو 2004. في النهاية، أيد القبارصة الأتراك إعادة التوحيد، لأنه أيضًا سيسمح لهم بالانضمام إلى الاتحاد الأوروبي.  ومع ذلك، تم التصويت على خطة التوحيد من قبل القبارصة اليونانيين وانضمت قبرص إلى الاتحاد الأوروبي في مواجهة جمهورية قبرص. 

## الوضع في الاتحاد الأوروبي
اعتبارًا من عام 2018، يعترف الاتحاد الأوروبي بأن الشمال هو خارج سيطرة الحكومة الجمهورية التي يقودها القبارصة اليونانيون، وبالتالي فهو معفي مؤقتًا من تشريعات الاتحاد الأوروبي. كما لا يتم تداول اليورو رسمياً في الشمال (على الرغم من أنه يستخدم على نطاق واسع ) واتفاقية شينجن ليست سارية في قبرص بسبب التعقيدات في الأمن على الحدود الخارجية إلى الشمال. حرية الحركة للسلع ورأس المال والخدمات والأفراد ليست سارية المفعول.  يُعتبر القبارصة الأتراك مواطنين في الاتحاد الأوروبي لأن الاتحاد الأوروبي يعتبرهم مواطنين قبارصة، يعيشون فقط في جزء من قبرص خارج سيطرة جمهورية قبرص 
ومع ذلك، يتم تخصيص مقاعد في البرلمان الأوروبي على أساس عدد سكان كل من شمال وجنوب قبرص معا. يُسمح للقبارصة الأتراك الذين يحملون جوازات سفر جمهورية قبرص بالتصويت والترشيح. 
قد يُمنع المواطنون المتجنسون في جمهورية قبرص الشمالية التركية أو الأجانب الذين يحملون جواز سفر مختوم من قبل سلطات جمهورية قبرص الشمالية التركية من دخول جمهورية قبرص أو اليونان،  على الرغم من أنه بعد انضمام جمهورية قبرص إلى الاتحاد الأوروبي، تم تخفيف هذه القيود عقب تدابير بناء الثقة بين أثينا وأنقرة والفتح الجزئي للخط الذي تسيطر عليه الأمم المتحدة من قبل سلطات جمهورية قبرص الشمالية التركية. تسمح جمهورية قبرص أيضًا بالمرور عبر الخط الأخضر (منطقة عازلة) من جزء نيقوسيا الذي تسيطر عليه، بالإضافة إلى بعض نقاط العبور المحددة الأخرى، لأن جمهورية قبرص الشمالية التركية لا تترك طوابع الدخول في جواز السفر لمثل هذه الزيارات. منذ مايو 2004، قام بعض السياح بالسفر إلى جمهورية قبرص مباشرةً ثم عبور الخط الأخضر لقضاء عطلة في شمال قبرص. 

### اليورو
تعتبر قبرص الشمالية جزءًا قانونيًا من الاتحاد الأوروبي، ولكن تم تعليق القانون نظرًا لأن الشمال يخضع لسيطرة الجمهورية التركية لشمال قبرص، والتي لا يعترف بها الاتحاد الأوروبي. يستخدم الشمال الليرة التركية بدلاً من اليورو، على الرغم من أن اليورو يدور بجانب الليرة والعملات الأخرى. على حل النزاع القبرصي وإعادة توحيد الجزيرة، فإن اليورو أصبح العملة الرسمية في الشمال أيضا. سيكون التبني من قبل الشمال أول مرة يحل فيها اليورو محل استخدام عملة أخرى لم تعد موجودة بعد اعتماد اليورو. من شأن اعتماد اليورو أن يساعد في معالجة التضخم في الشمال من خلال تحقيق استقرار الأسعار.  تحمل عملات اليورو القبرصية بالفعل اسم قبرص باللغتين اليونانية والتركية، مع عرض تمثيل للتاريخ القبرصي الطبيعي والقديم. 

## تجارة
في أعقاب استفتاء نيسان / أبريل 2004 بشأن التوحيد، ودعم المجتمع القبرصي التركي للخطة، قدم الاتحاد الأوروبي تعهدات بإنهاء عزلة شمال قبرص. لم يتم تنفيذ اقتراح التجارة  بين الاتحاد الأوروبي والقبارصة الأتراك أبدًا بسبب معارضة القبارصة اليونانيين، الذين يجادلون بأن التجارة ستصل إلى اعتراف غير مباشر بجمهورية قبرص الشمالية التركية. تمت مناقشة مقترحات فتح التجارة من قبل البرلمان مرة أخرى في عام 2010، ولكن لا تزال تعارضها جمهورية قبرص. 

## برنامج المساعدات
ساعد الاتحاد الأوروبي مجتمع القبارصة الأتراك على الاستعداد لتنفيذ قانون الاتحاد الأوروبي في المستقبل، حيث أن التسوية النهائية لإعادة التوحيد ستعني تطبيق قانون الاتحاد الأوروبي في جميع أنحاء قبرص. من خلال لائحة المساعدات المالية، قام الاتحاد الأوروبي بتمويل مشاريع البنية التحتية والمجتمع المدني وقدم التدريب على مجموعة قوانين الاتحاد الأوروبي.  لإدارة التفاعل مع الاتحاد الأوروبي، أدخل القبارصة الأتراك سلسلة من المؤسسات، مثل مكتب تنسيق الاتحاد الأوروبي. 

## تنظيم الخط الأخضر
تم تطبيق لائحة الخط الأخضر  لتنظيم الحركة عبر " الخط الأخضر "، وهو الحدود التي تفصل بين المناطق القبرصية اليونانية والقبرصية التركية، وللمساعدة في التنمية الاقتصادية للقبارصة الأتراك. لتجنب الاعتراف بـ جمهورية قبرص الشمالية التركية ضمنيًا، تعاملت المفوضية الأوروبية مع غرفة التجارة القبرصية التركية بدلاً من السلطات الوزارية، والتي كانت ستكون هي القاعدة. وقد أتاح هذا للغرفة دورًا مهمًا في العلاقات مع الاتحاد الأوروبي. 